# Ludwig Gottfried Blanc
Ludwig Gottfried Blanc (Berlino, 19 settembre 1781 – Halle, 18 aprile 1866) è stato un filologo tedesco.

## Biografia
Studiò presso il Seminario teologico francese di Berlino, e in seguito fu chiamato ad Halle come pastore (1806). Nel 1811 fu sospettato di aver partecipato a una cospirazione contro il re Girolamo Bonaparte e fu imprigionato a Magdeburgo, e successivamente a Kassel. Nel 1813 ottenne la sua liberazione dai russi.
Divenne professore di lingue romanze presso l'Università di Halle nel 1822 e dal 1838 al 1860 fu uno dei predicatori della cattedrale della città.
È particolarmente noto per i suoi numerosi studi su Dante.

## Opere principali
- Grammatik der italienischen Sprache (1844).
- Vocabolario Dantesco, in italiano (1859), Pubblicato per la prima volta in francese (1852).
- Handbuch des Wissenswürdigsten aus der Natur und Geschichte der Erde und ihrer Bewohner 3 volumi, 8ª edizione 1868-69:
  - Volume 1. Allgemeine einleitung. Portugal. Spanien. Frankreich. Britisches Reich. Holland. Belgien Schweiz.
  - Volume 2. Skandinavisches Reich. Deutschland. Oesterreich. Italien. Griechenland. Russisches Reich.
  - Volume 3. Asien. Australien. Afrika. Amerika, Vollständiges register über alle drei theile.
- Dante, Divina Commedia / traduzione tedesca con commento, Die Göttliche Komödie des Dante Alighieri (1864).